# Alphabet sémaphore
L’alphabet sémaphore, appelé dans la marine nationale signaux à bras, est un moyen de communication visuel utilisant deux pavillons Oscar fixés chacun sur une hampe. Ils sont tenus à bout de bras pour coder les caractères de l’alphabet latin. Il est principalement utilisé par les timoniers des marines militaires dans des conditions particulières (silence radio, entraînement entre bateaux à proximité...). Certains plaisanciers l’utilisent aussi pour le folklore. Ce code était couramment utilisé pour les communications entre les navires au début du XIXe siècle avant l’invention de la radiotélégraphie puis de la radiotéléphonie. 
Étant d'une portée très limitée, son avantage réside dans sa discrétion. Sa rapidité est fonction de l'habileté et de l'entrainement des timoniers transmetteurs. 
Il ne doit pas être confondu avec l’alphabet des pavillons, également utilisé dans la marine.
Cet alphabet est également utilisé par les scouts pour leur entrainement, le jeu.
Il existe deux alphabets sémaphores : le sémaphore traditionnel, et le sémaphore morse qui fait correspondre au point, au trait et à l’espace une position particulière  des pavillons.
Pour transmettre de nuit, les hampes des pavillons peuvent être équipées d’un système d’éclairage.

## Sémaphore traditionnel
Vu de face :

Espace
Transmission de chiffres
Attention
A ou 1
B ou 2
C ou 3 Correct
D ou 4
E ou 5 (8x) Erreur
F ou 6
G ou 7
H ou 8
I ou 9
J Transmission de lettres
K ou 0 (zéro) Invitation à transmettre
L
M
N
O
P
Q
R
S
T
U
V
W
X
Y
Z

Les nombres peuvent être signalés en signalant d'abord « transmission de chiffres » ou « chiffres » on retourne à la normale en signalant un « J » signifiant « transmission de lettres ».

## Sémaphore « morse »
On transmet les caractères en morse en représentant le point . par les deux bras tenus à la verticale, le trait - par les deux bras tenus à l'horizontale (comme pour former la lettre R) et l'espace en tenant les deux bras le long du corps (comme pour le code traditionnel).

## Protocole
Pour transmettre un message, l'attention du destinataire est suscitée avec le signal « Attention », en agitant les drapeaux dans un large mouvement de ciseaux à plusieurs reprises. Lorsque le receveur signale un K, l'émetteur peut commencer à transmettre le message.
Le code de chaque lettre est exécuté l'un après l'autre, en gardant une courte pause entre chaque lettre. En cas de trou de mémoire au niveau du code, il est préférable de conserver la position de la dernière lettre jusqu'à ce que le bon geste revienne à l'esprit. Cette procédure évite le brouillage du message.
Pour indiquer la fin d'un mot, il existe un signal « espace », consistant à amener les drapeaux le long des jambes, sur le devant. Quand une lettre se répète dans un mot, on utilise également l'espace mais sans pause.
Le destinataire acquiesce chaque mot en envoyant un C. S'il transmet un I-M-I, cela signifie qu'il n'a pas compris le dernier mot et demande sa répétition. Le mot est répété puis le message est repris. En cas d'erreur, le signal « huit E consécutifs » est exécuté, puis le mot erroné est repris depuis le début. Le message se conclut par les lettres A-R (Accusé de Réception). Le destinataire répond par R pour Reçu.

## Positions
Les positions symétriques supposent une vue de dos.
|  |  |  |  |  |  |  |
|  |  |  |  |  |  |  |
|  |  |  |  |  |  |  |
|  |  |  |  |  |  |  |
|  |  |  |  |  |  |  |
|  |  |  |  |  |  |  |
|  |  |  |  |  |  |  |